# 시드 캐서

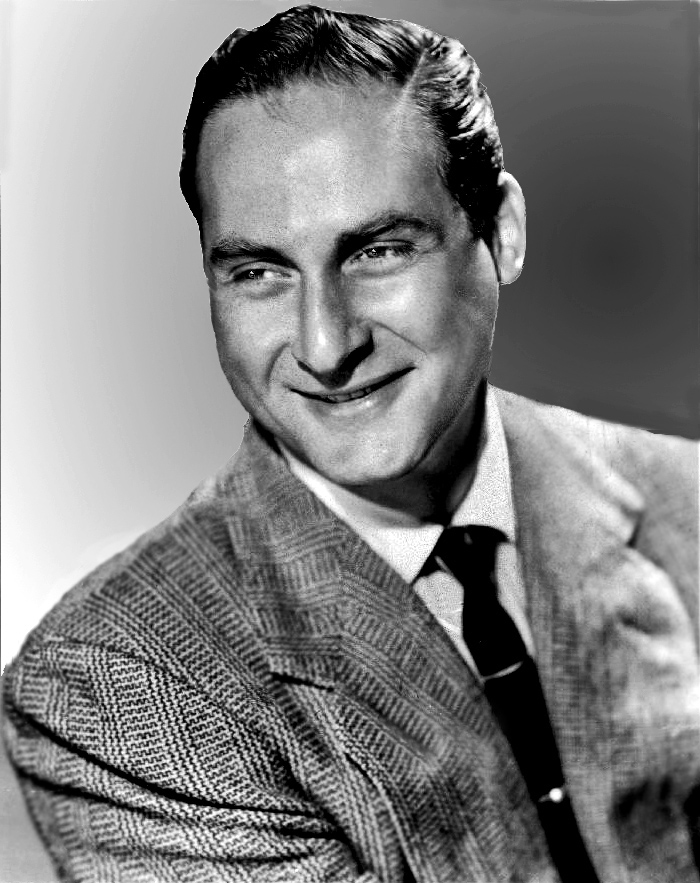

시드 시저(Isaac Sidney Caesar, 영어 발음: /ˈsiːzər/, 1922년 9월 8일 ~ 2014년 2월 12일)는 미국의 배우, 작가, 음악가, 영화 제작자, 자서전 작가, 각본가이다.
용커스에서 태어났으며 베벌리힐스에서 사망하였다. 사인은 질병이다.

## 영화
- 웬 코미디 웬트 투 스쿨 (2013년)
- 런치 (2012년) - 본인 역
- 원더풀 아이스크림 (1998년)
- 휴가 대소동 - 라스베가스 (1997년)
- 두 소녀 (1995년)
- 사이드 바이 사이드 (1988년)
- 벌거벗은 임금님 (1987년)
- 스투지매니아 (1986년)
- 크리스마스 스노우 (1986년)
- 이상한 나라의 앨리스 (1985년)
- 캐논볼 2 (1984년)
- 브룩클린 브릿지 (1983년)
- 그리스 2 (1982년)
- 몬스터 가족 (1981년)
- 세계사 (1981년)
- 카사블랑카의 살인 (1978년)
- 그리스 (1978년) - 캘혼 코치 역
- 사랑의 유람선 (1977년)
- 무성 영화 (1976년)
- 에어포트 75 (1974년)
- 데이빗 프로스트 쇼 (1969년)
- 가이드 포 더 메리드 맨 (1967년)
- 매드 매드 대소동 (1963년) - 멜빌 크럼프 역